# Nação pan-russa

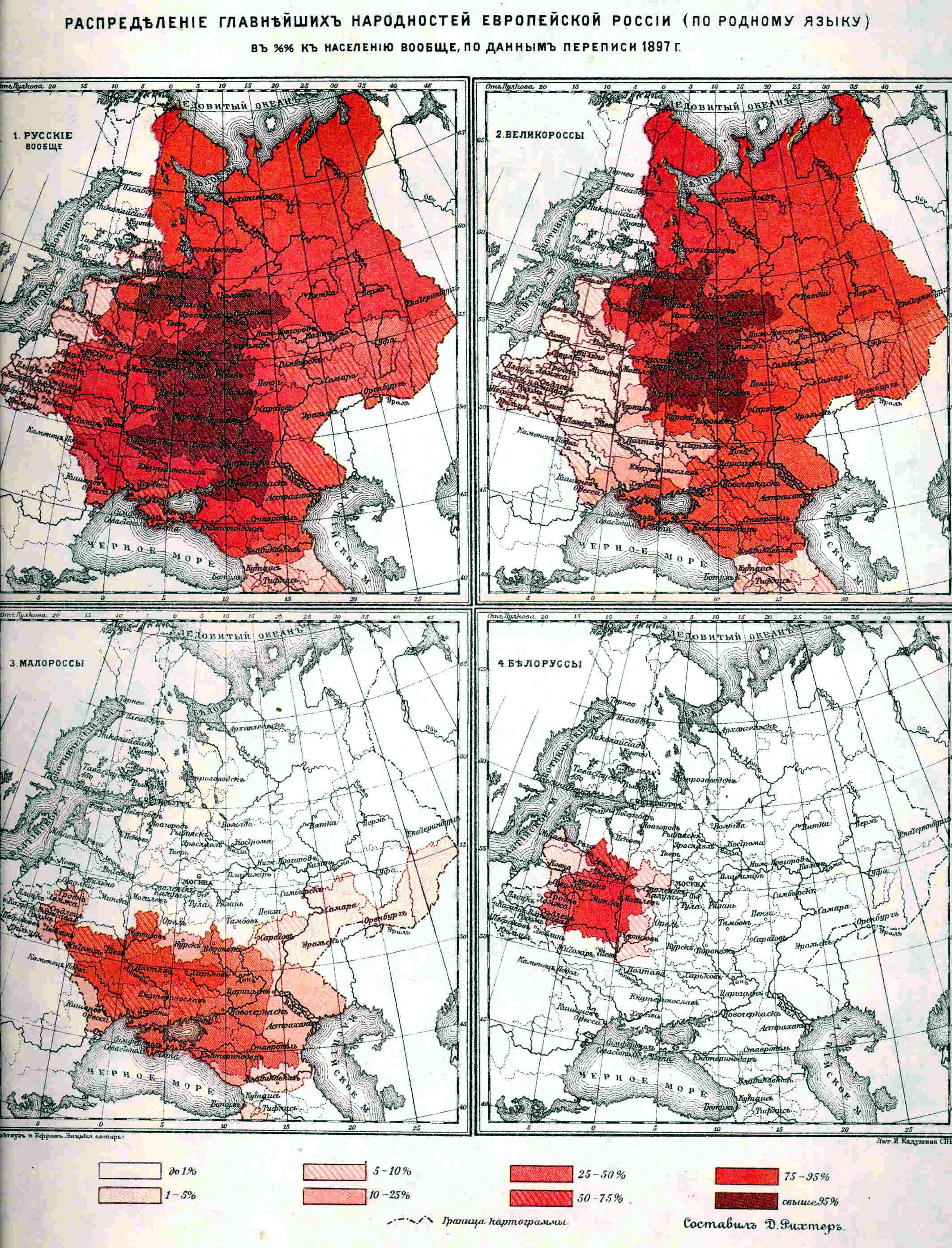
O conceito do povo russo trino refletido nos resultados do censo de toda a Rússia de 1897. São apresentados os “russos em geral” e suas três partes constituintes: grandes russos, pequenos russos, bielorrussos.

Nação pan-russa (em russo:  общерусский народ), também nação russa trina (em russo:  Триединый русский народ), nação única da Rússia (em russo:  единый народ Руси) e grande nação russa (em russo:  большой русский народ и др), é um conceito baseado na ideia do povo russo como um conjunto de habitantes da Rússia histórica - grandes russos, pequenos russos e bielorrussos, considerados ramos de um só povo.
Formulado principalmente pelo clero da Pequena Rússia (Malorrússia) antes e depois de ingressar no Estado Russo durante o séc. XVII e início do século XVIII, o conceito do povo russo trino tinha status oficial no Império Russo. Expressões locais de autoidentificação baseadas no pertencimento a uma única nação russa eram a identidade malorrusa (com um movimento galiciano-russo no território da Áustria-Hungria) e o russo-ocidentalismo.
O deslocamento do conceito da trindade russa em favor da proposição da existência de três povos separados está associado ao desenvolvimento dos movimentos nacionais ucranianos e bielorrussos e à política nacional soviética, que foi substituída após o colapso do URSS pelos interesses de construir nações em Estados independentes. No entanto, de acordo com pesquisas de opinião, a ideia de russos, ucranianos e bielorrussos como três ramos de um povo ainda hoje tem apoiadores na Rússia, Bielorrússia e Ucrânia.[carece de fontes?]